# جيل التحدي (برنامج)
جيل التحدي برنامج مسابقات يمزج المعرفة بالمتعة والإثارة، والذكاء، يعتمد على التنافس بين جيليين واحد من الصغار والآخر من البالغين. وهو النسخة العربية من البرنامج البريطاني

شعار النسخة العربية من البرنامج

"The Kids are all right" الذي عرض على قناة بي.بي.سي، واخترعته شركة إندمول بريطانيا.
قدمه وأنتجه الإعلامي اللبناني ميشال سنان على تلفزيون دبي في عام 2008 وتم تسجيل 13 حلقة، مدة كل واحدة خمسون دقيقة في استوديوهات المحطة في دبي.

## فكرة البرنامج
فكرة البرنامج الرئيسية هي إبراز مدى فطانة وبداهة سبعة أطفال تتراوح أعمارهم بين 10-16 سنة، ومنافسيهم في الفريق الآخر المؤلف من أربع من البالغين. فريق الصغار ثابت في جميع الحلقات ولا يتغير. وأعضاء الفريق هم:
- الإمارات العربية المتحدة علياء المرزوقي، 14 سنة؛
- الإمارات العربية المتحدة محمد فكري، 16 سنة؛
- السعودية زاهد القرشي، 13 سنة؛
- السعودية محمد الجهني، 12 سنة؛
- سوريا حمزة كوسا، 10 سنوات؛
- لبنان أنطوني مطر، 12 سنة؛
- الأردن صالح عبد اللطيف، 15 سنة.

## الجولات
المسابقة مؤلفة من خمس جولات، خلال أول أربع جولات يتم في جمع المال وفي الخامسة إذا فاز بها فريق الكبار، يأخذون كل ما تم جمعه خلال الجولات السابقة، لكن إذا خسروا يخروجون من دون أي شيء.

### الجولة الأولى: ضربة البداية
التحدي يبدأ مع فريق الكبار ومعهم 20.000 درهم إماراتي في رصيدهم، ومهمتهم المحافظة عليه. عضو في فريق الكبار سيدخل في تحدي سريع للمعلومات العامة أمام واحد فريق الصغار يختاره الكومبيوتر.
يجب على متسابق الكبار أعطاء أجوبة صحيحة لكي يحافظ على المبلغ، أما إذا أخطأ، قيمة الخسارة 1.000 درهم من الرصيد لكل إجابة خاطئة.

### الجولة الثانية: تحدي الصور
بهذه الجولة يتم عرض مقطع مدته 60 ثانية فيه لقطات مختلفة. على المتسابقين الإثنين، واحد من الكبار ولآخر من الصغار، التركيز جيدا وحفظ قدر ما استطاعوا من اللقطات، لأن الأسئلة التي ستطرح خلال 90 ثانية تتعلق بتفاصيل مشاهد المقطع. قيمة الأرباح بهذه الجولة هي ضعف عمر متسابق فريق الصغار (مثال: عمر الطفل 10 سنين=20.000 درهم)، الذي يضاف إلى رصيد الجولة السابقة.

### الجولة الثالثة: التحدي المزدوج
يلعب بهذه الجولة اثنان من فريق الكبار واثنان من الصغار. فيها تطرح ثلاثة أسئلة لكل فريق مع أربعة خيارات، خياران صحيحان والآخران خطئ. أول عضو في الفريق يقوم باختيار الإجابات والثاني مهمته التأكيد عليهما أو استبدالهما بالخيارات الصحيحة. ومن يعطي أكبر عدد من الإجابات الصحيحة يكون الرابح. قيمة الأرباح بهذه الجولة هي ضعف عمر متسابق فريق الصغار الأكبر سنا.

### الجولة الرابعة: تحدي السرعة
هذه الجولة تحتاج إلى تركيز وسرعة وهي الفرصة الأخير للمتسابقين لزيادة رصيدهم. بها تطرح عدة أسئلة من مجلات مختلفة كالرياضيات، اللغة عربية، معالم اثرية. إجاباتها تكون من النوع أكبر أو اصغر. يفوز من يعطي أكبر عدة من الإجابات الصحيحة خلال 90 ثانية. قيمة الجائزة هي أيضا ضعف عمر متسابق فريق الصغار.
هذه الجولة حاسمة، لأن فيها إما يأخذ فريق الكبار كل ما جمعه من المال في الجولات الماضية، إما يخرج من المسابقة دون أي شيء. بها فريق الكبار سيواجه كامل فريق الصغار. سيتم طرح عدة اسئلة في المجال الذي سيختاره متسابق الكبار من بين خيارين موجودين أمامه على الشاشة.
من يجيب بشكل اسرع يكسب نقاط المرحلة، واذا اخطئ، يخرج ويدخل مكانه متسابق آخر إلى أن يغلب فريق الفريق الثاني.

## النسخة المصرية

شعار النسخة المصرية من البرنامج

النسخة المصرية أنطلقت في عام 2010 على قناة الحياة وقدمها الممثل أشرف عبد الباقي على مدى عشرين حلقة. المسابقة كانت تبدأ بمبلغ 25.000 جنيه مصري. هذا النسخة لا تختلف كثيرا عن التي عرضت على تلفزيون دبي سوى في أسماء الجولات وتعديل شكل الجولة الرابعة.
- الجولة الأولى: ضربة البداية
- الحولة الثانية: دقيقة تركيز
- الجولة الثالثة: المنقذ الأخير
- الجولة الرابعة: كملها صح، بها يتم عرض مجموعة من الصور، كل واحدة منها ينقصها جزء، وعلى المتسابق اختيار الجزء الصحيح من بين عدة خيارات مطروحة أمامه
- الجولة الخامسة: التحدي الأخير.

### فريق الأطفال
فريق الصغار الذي شارك على مدى 20 حلقة وألقابهم:
- علية، تسع سنوات، النجمة؛
- أحمد علوي، 10 سنين، الجنرال؛
- حسين، 11 سنة، الكابتن؛
- أحمد هشام، 12 سنة، الساموراي؛
- أحمد ماهر، 13 سنة، المفكر؛
- شهير تامر، 14 سنة، العبقارينو؛
- ياسمين، 15 سنة، المايسترو.

## الموسم الثاني
سيقدم البرنامج تامر عبدالرحمنوسيبث على اون أي بداية من الفاتح من سبتمبر 2018

## روابط خارجية
- جيل التحدي على موقع IMDb (الإنجليزية)